# Ī
Īī – litera alfabetu łacińskiego używana w zapisie języka łotewskiego, nowopruskiego, rōmaji, w językach polinezyjskich oraz w łacińskim zapisie języka arabskiego. Przypisywana jest samogłosce [i:].   